# Cornopteris atroviridis
Cornopteris atroviridis är en majbräkenväxtart som först beskrevs av Cornelis Rugier Willem Karel van Alderwerelt van Rosenburgh, och fick sitt nu gällande namn av Masahiro Kato. Cornopteris atroviridis ingår i släktet Cornopteris och familjen Athyriaceae. Inga underarter finns listade.